# Port lotniczy Mauke
Port lotniczy Mauke – port lotniczy zlokalizowany na wyspie Mauke (Wyspy Cooka).

## Linie lotnicze i połączenia
- Air Rarotonga (Mitiaro Island, Rarotonga)